# Кечи (Лука)
Кечи је насеље у Италији у округу Лука, региону Тоскана.
Према процени из 2011. у насељу је живело 88 становника. Насеље се налази на надморској висини од 25 м.